# أكيو أوتسوكا
أكيو أوتسوكا (大塚明夫 أوتسوكا أكيو) هو ممثل ياباني ولد في 24 نوفمبر 1959 في طوكيو.

## زواجه
- يوكو سومي (2005-2008)

## أدواره في الأنمي

### مسلسلات أنمي تلفزيونية
- بلاك جاك - بلاك جاك
- بلاك جاك 21 - بلاك جاك
- يونغ بلاك جاك - الراوي، بلاك جاك
- بليتش - شونسوي كيوراكو
- كينقدوم - تنين النار غايمو
- الرقيب كيرورو - الملازم غارورو
- كيو كارا ماو! - جويندال فون فولتير
- الفرقة المتنقلة المدرعة: ستاند ألون كومبليكس - باتو
- الفرقة المتنقلة المدرعة: ستاند ألون كومبليكس سكند غيغ - باتو
- ون بيس - أسود اللحية/مارشال دي تيتش
- كاوبوي بيبوب - ويتني هاغيس ماتسوموتو
- مونتانا - مونتانا
- الماسة الزرقاء - القبطان عامر
- التقرير المتنقل الجديد جاندام وينج - الراوي، نائب وزير الخارجية دارليان
- ديفل ماي كراي - موريسون
- فل ميتال بانيك! - أندريه سيرجيفيتش كالينين
- فل ميتال بانيك؟ فوموفو - أندريه سيرجيفيتش كالينين
- فل ميتال بانيك! The Second Raid - أندريه سيرجيفيتش كالينين
- فل ميتال بانيك! Invisible Victory - أندريه سيرجيفيتش كالينين
- ناروتو شيبودن - تشيريكو
- حكايات أشباح المدرسة - أوما
- هاجيمي نو إيبو New Challenger - برايان هوك
- هاجيمي نو إيبو Rising - برايان هوك
- ترايجان - رايدي ذا بليد
- ساموراي تشامبلو - أوكورو
- سلايرز ريفولوشن - وايزر فليون
- سلايرز إيفولوشن-آر - وايزر فليون
- كانان - سيام
- زامد الذكرى الضائعة - زويزو
- روروني كنشين - أودو جين-إي
- وولفز راين - رجل
- غوين ساغا - كاميرون
- دورارارا!! - شينغن كيشيتاني
- دورارارا!! ×2 المقدمة - شينغن كيشيتاني
- دورارارا!! ×2 المنتصف - شينغن كيشيتاني
- دورارارا!! ×2 الخاتمة - شينغن كيشيتاني
- جنود السايبورغ - رقم 5
- إل كازادور - سانتشيز
- الغبي والاختبار والوحش المستدعى - سويتشي نيشيمورا
- كآبة هاروهي سوزوميا - أراكاوا
- شعلة ريكا - كاي
- المحقق كونان - سانغو يوكوميزو
- المتحري العفريت نيورو نوغامي - ماساكاغي شيروتا
- بليد - إيريك بروكس/بليد
- فيت/زيرو - رايدر
- مغامرة جوجو الغريبة - وامو
- سبيس داندي - توستر
- ساموراي واريورز - تاداكاتسو هوندا
- نينتاما رانتارو - يامادا دينزو (الصوت الثاني)
- جبهة حاجز الدم - بليتز تي أبرامز
- إيس أتورني - مانفريد فون كارما
- موب سايكو 100 - الراوي٫ غماز
- موب سايكو 100 II - الراوي٫ غماز
- بيرسيرك (2016) - فارس الجمجمة
- وادي الأمان - أب أمان
- تيلز أوف زيستيريا ذا كروس - براد
- بلو سيد - دايتيتسو كونيكيدا
- تشين كرونيكل: نور هيكسيتاس - الملك الأسود
- رحلة العجائب 24 - سيتون
- أليس و زوروكو - زوروكو كاشيمورا
- أسد مارس - رايدو فوجيموتو
- دايف!! - إيتشيرو مايهارا
- ماجيكيون! رينيسانس - الناظر
- نزل الآخرة - ماتسوبا
- غولدن كاموي - تيتسوزو نيهي
- سفينة الفضاء تيراميسو - الراوي
- مخيم الإسترخاء - الراوي
- أكاديميتي للأبطال - أول فور ون
- شينيا! تينساي باكابون - بلاك جاك
- المدير الأوسط تونيغاوا - ماسايان
- كارول آند تيوزداي - غاس
- بيستارز - غوهين
- فينلاند ساغا - ثوركيل
- هل أنت مفقود؟ - جويتشي أونيشيما
- أكوداما درايف - معلم قسم الإعدام
- سمر تايم ريندا - سيدو هيشيغاتا
- السائق (1988) - غورو تاكيمورا

### أنمي الإنترنت
- كآبة سوزوميا هاروهي-تشان - أراكاوا-سان
- بوكيمون جينيريشنز - جيوفاني
- الفرقة المتنقلة المدرعة SAC_2045 - باتو

### أوفا أنمي
- البدلة المتنقلة جاندام 0083 ستاردست ميموري - أنافل غاتو
- التقرير المتنقل الجديد جاندام وينج: إندليس والتز - الراوي
- البدلة المتنقلة جاندام ذي أوريجين - الراوي
- تيكن: ذا موشن بكتشر - جاك-2، الراوي
- تيلز أوف سيمفونيا ذي أنيميشن: تيثيالا - ريغال براينت
- تيلز أوف سيمفونيا ذي أنيميشن: اتحاد العوالم - ريغال براينت
- بلاك جاك - بلاك جاك
- بلو سيد 2 - دايتيتسو كونيكيدا

### أفلام أنمي
- الفرقة المتنقلة المدرعة - باتو
- الفرقة المتنقلة المدرعة 2: إينوسنس - باتو
- الفرقة المتنقلة المدرعة: ستاند ألون كومبليكس: سوليد ستيت سوسايتي - باتو
- بابريكا - المفتش كوناكاوا
- فيلم بليتش: ميموريز أوف نوبودي - شونسوي كيوراكو
- فيلم بليتش: ذا دياموند داست ريبيليون, هيورينمارو آخر - شونسوي كيوراكو
- فيلم بليتش: فيد تو بلاك, أنادي اسمك - شونسوي كيوراكو
- إينوياشا: سيف السيطرة على العالم - إينو نو تايشو
- فكسل - سايتو
- سيف الغريب - إيتادوري شوغن
- إيفانجيليون: 3.0 أنت (لا) تستطيع الإعادة - كوجي تاكاو
- فيلم ناروتو: ذعر الحيوانات في جزيرة هلال القمر - ميتشيرو تسوكي
- سلسلة أفلام بيرسيرك: العصر الذهبي
  - بيرسيرك: العصر الذهبي III النزول - فارس الجمجمة
- رودولف و إيباياتينا - كوما-سينسي
- إخوة الفضاء 0# - برايان جاي
- إمبراطورية الجثث - إم
- التناغم - أساف
- العضو القاتل - روكويل
- الخطايا السبع المميتة: أسرى السماء - زوريا
- أكاديميتي للأبطال ذا موفي: البطلين - أول فور ون
- ون بيس ستامبيد - أسود اللحية/مارشال دي تيتش

## أدواره في ألعاب الفيديو
- سلسلة ألعاب ميتال غير - سوليد سنيك, سوليدس سنيك, بيج بوس
  - ميتال غير سوليد 4 - أولد سنيك
- سوبر سماش برذرز براول - سوليد سنيك، ساموراي غورو
- سوبر سماش برذرز فور نينتندو 3دي إس و وي يو - ساموراي غورو
- سوبر سماش برذرز ألتميت - سوليد سنيك، ساموراي غورو
- سلسلة ألعاب ستريت فايتر
  - ستريت فايتر IV - سيث
  - سوبر ستريت فايتر IV - سيث
  - سوبر ستريت فايتر IV آركيد إديشن - سيث
  - ألترا ستريت فايتر IV - سيث
- سلسلة كينغدوم هارتس
  - كينغدوم هارتس - أنسيم الباحث عن الظلام
  - كينغدوم هارتس II - زيانورت
  - كينغدوم هارتس 358/2 دايز - زيانورت
  - كينغدوم هارتس بيرث باي سليب - زيانورت
- فاينل فانتسي XII - القاضي غابرانث
- ديسيديا: فاينل فانتسي - القاضي غابرانث
- ديسيديا 012: فاينل فانتسي - القاضي غابرانث
- ديسيديا: فاينل فانتسي NT - القاضي غابرانث
- غنجي: دون أوف ذا ساموراي - موساشيبو بينكي
- تيلز أوف سيمفونيا - ريغال براينت
- تيلز أوف سيمفونيا: دون أوف ذا نيو وورلد - ريغال براينت
- ساموراي واريورز 4 - تاداكاتسو هوندا
- جوجوز بيزار أدفنتشر: أول ستار باتل - وامو
- جوجوز بيزار أدفنتشر: آيز أوف هيفن - وامو
- ون بيس: بايريت واريورز - أسود اللحية/مارشال دي تيتش
- ون بيس: بيرنينغ بلاد - أسود اللحية/مارشال دي تيتش
- البدلة المتنقلة جاندام سيد ديستني: جينيريشن أوف كوزميك إيرا - كايت ماديجان
- دانغانرونبا V3: كيلينغ هارموني - ريوما هوشي
- فيت/إكستيلا: ذي أمبرال ستار - إسكندر
- فاير إمبلم فيتس - غارون
- فاير إمبلم: ثري هاوسيس - جيرالت
- بلو سيد: ملفات كوشينادا السرية - دايتيتسو كونيكيدا
- ماي هيرو ونز جاستيس - أول فور ون

## أدواره في الدبلجة اليابانية
- آيرون مان - ماندارين، الراوي
- باتمان - هارفي دينت/ذو الوجهين
- فريق القرود - الجمجم الرابع
- ترانسفورمرز أنيميتد - لوكداون
- البط السري - هندباد مكوك
- الكنز الوطني - بن غيتس
- الصخرة - ستانلي جودسبيد
- رجال عود الثقاب - روي والتر
- خيال رخيص - جولز وينفيلد
- بيرسي جاكسون والأوليمبونس: لص البرق - أستاذ برونر/كايرون
- غير قابل للإيقاف - فرانك بارنز
- الضاحكون - بوبي
- كتاب إيلاي - إيلاي
- ماي ليتل بوني: فرندشيب إز ماجيك - آيرون ويل
- الموتى السائرون - نيغن

## وصلات خارجية
- أكيو أوتسوكا على موقع IMDb (الإنجليزية)
- أكيو أوتسوكا على موقع ميوزك برينز (الإنجليزية)
- أكيو أوتسوكا على موقع قاعدة بيانات الفيلم (الإنجليزية)
- أكيو أوتسوكا على موقع ANN person (الإنجليزية)